# غرافيوس (ميزوري)
غرافيوس (بالإنجليزية: Gravois Mills, Missouri)‏ هي منطقة سكنية تقع في الولايات المتحدة في مقاطعة مورغان، ميزوري. يقدر عدد سكانها بـ 144 نسمة ومساحتها 2.12 كم2 وترتفع عن سطح البحر 208 متر.

## التركيبة السكانية
قام مكتب تعداد الولايات المتحدة بتحديد بيانات التركيبة السكانية لغرافيوس في تعداد الولايات المتحدة. في ما يلي، التركيبة السكانية حسب تعدادي 2000 و2010.

### تعداد عام 2000
بلغ عدد سكان غرافيوس 208 نسمة بحسب تعداد عام 2000، وبلغ عدد الأسر 101 أسرة وعدد العائلات 56 عائلة مقيمة في البلدة. في حين سجلت الكثافة السكانية 268.4 نسمة لكل ميل مربع (103.6/كم2). وبلغ عدد الوحدات السكنية 144 وحدة بمتوسط كثافة قدره 185.8 نسمة لكل ميل مربع (71.7/كم2).
وتوزع التركيب العرقي للبلدة بنسبة 98.56% من البيض و 0.96% من الأمريكيين الأفارقة و 0.48% من عرقين مختلطين أو أكثر.
بلغ عدد الأسر 101 أسرة كانت نسبة 22.8% منها لديها أطفال تحت سن الثامنة عشر تعيش معهم، وبلغت نسبة الأزواج القاطنين مع بعضهم البعض 39.6% من أصل المجموع الكلي للأسر، ونسبة 10.9% من الأسر كان لديها معيلات من الإناث دون وجود شريك، وكانت نسبة 43.6% من غير العائلات. تألفت نسبة 36.6% من أصل جميع الأسر من أفراد ونسبة 9.9% كانوا يعيش معهم شخص وحيد يبلغ من العمر 65 عاماً فما فوق. وبلغ متوسط حجم الأسرة المعيشية 2.68، أما متوسط حجم العائلات فبلغ 2.06.
بلغ العمر الوسطي للسكان 44 عاماً. وكانت نسبة 22.1% من القاطنين تحت سن الثامنة عشر، وكانت نسبة 8.7% بين الثامنة عشر والأربعة وعشرون عاماً، ونسبة 21.6% كانت واقعةً في الفئة العمرية ما بين الخامسة والعشرون حتى والأربعة وأربعون عاماً، ونسبة 28.4% كانت ما بين الخامسة والأربعون حتى الرابعة والستون، ونسبة 19.2% كانت ضمن فئة الخامسة والستون عاماً فما فوق. يوجد لكل 100 أنثى 92.6 ذكر، ويوجد لكل 100 أنثى في الثامنة عشر من عمرها فما فوق 80.0 ذكر.
بلغ متوسط دخل الأسرة في البلدة 24,167 دولار، أما متوسط دخل العائلة فبلغ 28,750 دولار. وكان متوسط دخل الذكور 21,250 دولار مقابل 12,917 دولار للإناث. وسجل دخل الفرد الخاص بالبلدة 13,060 دولار. وكانت نسبة 24.1% من العائلات ونسبة 26.0% من السكان تحت خط الفقر، وكان من هؤلاء نسبة 69.8% تحت سن الثامنة عشر ونسبة 10.0% في الخامسة والستين من العمر وما فوق.

### تعداد عام 2010
بلغ عدد سكان غرافيوس 144 نسمة بحسب تعداد عام 2010، وبلغ عدد الأسر 59 أسرة وعدد العائلات 33 عائلة مقيمة في القرية. في حين سجلت الكثافة السكانية 194.6 نسمة لكل ميل مربع (75.1/كم2). وبلغ عدد الوحدات السكنية 108 وحدة بمتوسط كثافة قدره 145.9 لكل ميل مربع (56.3/كم2).
وتوزع التركيب العرقي للقرية بنسبة 93.1% من البيض و 1.4% من الأمريكيين الأصليين و 1.4% من الأمريكيين الأفارقة و 3.5% من عرقين مختلطين أو أكثر.
بلغ عدد الأسر 59 أسرة كانت نسبة 25.4% منها لديها أطفال تحت سن الثامنة عشر تعيش معهم، وبلغت نسبة الأزواج القاطنين مع بعضهم البعض 44.1% من أصل المجموع الكلي للأسر، ونسبة 8.5% من الأسر كان لديها معيلات من الإناث دون وجود شريك، بينما كانت نسبة 3.4% من الأسر لديها معيلون من الذكور دون وجود شريكة وكانت نسبة 44.1% من غير العائلات. تألفت نسبة 33.9% من أصل جميع الأسر من أفراد ونسبة 15.3% كانوا يعيش معهم شخص وحيد يبلغ من العمر 65 عاماً فما فوق. وبلغ متوسط حجم الأسرة المعيشية 3.12، أما متوسط حجم العائلات فبلغ 2.44.
بلغ العمر الوسطي للسكان 46 عاماً. وكانت نسبة 21.5% من القاطنين تحت سن الثامنة عشر، وكانت نسبة 8.4% بين الثامنة عشر والأربعة وعشرون عاماً، ونسبة 18.8% كانت واقعةً في الفئة العمرية ما بين الخامسة والعشرون حتى والأربعة وأربعون عاماً، ونسبة 31.2% كانت ما بين الخامسة والأربعون حتى الرابعة والستون، ونسبة 20.1% كانت ضمن فئة الخامسة والستون عاماً فما فوق. وتوزع التركيب الجنسي للسكان بنسبة 48.6% ذكور و51.4% إناث.